# Germán Denis
Germán Gustavo Denis (Remedios de Escalada, 10. rujna, 1981.) bivši je argentinski nogometaš.